# Bulbophyllum schimperianum
Bulbophyllum schimperianum är en orkidéart som beskrevs av Friedrich Fritz Wilhelm Ludwig Kraenzlin. Bulbophyllum schimperianum ingår i släktet Bulbophyllum och familjen orkidéer. Inga underarter finns listade i Catalogue of Life.